# Medveja
Medveja je primorsko naselje u Hrvatskoj u općini Lovranu. Nalazi se u Primorsko-goranskoj županiji.

## Zemljopis
Sjeverozapadno su Lovranska Draga, Tuliševica i Liganj, sjeverno je Lovran, jugozapadno su Sveti Anton i Donji Kraj.

## Stanovništvo
| broj stanovnika |       |       | 226   | 177   | 193   | 262   |       |       | 208   | 180   | 168   | 157   | 175   | 177   | 170   | 177   | 139   |
|                 | 1857. | 1869. | 1880. | 1890. | 1900. | 1910. | 1921. | 1931. | 1948. | 1953. | 1961. | 1971. | 1981. | 1991. | 2001. | 2011. | 2021. |

## Spomenici i znamenitosti
- Kapela sv. Andrije apostola[4]

## Vanjske poveznice
Mrežna sjedišta
- Medveja, Istrapedia
- Medveja, www.tz-lovran.hr
- Mjesni odbor Medveja, lovran.hr